# Microula
Microula – rodzaj roślin należący do rodziny ogórecznikowatych (Boraginaceae). Obejmuje 29–30 gatunków. Występują one w Himalajach i zachodnich Chinach.

## Morfologia
PokrójByliny i rośliny dwuletnie, szczeciniasto, szorstko, rzadko miękko owłosione. Korzenie walcowate. Pędy często bardzo skrócone, silnie rozgałęziające się od nasady, prosto wzniesione lub podnoszące się.
LiścieSkrętoległe, całobrzegie, czasem odlegle i niewyraźnie ząbkowane.
KwiatyZebrane w szczytowe, bardzo gęste, skrócone wierzchotkowe kwiatostany, czasem kłosopodobne, rzadko wyrastają pojedynczo naprzeciw liścia. Działek kielicha 5, głęboko rozciętych. Płatki korony zrośnięte u nasady w rurkę poza którą tworzą szeroką, rozpostartą koronę w kolorze niebieskim lub białym. W gardzieli korony obecne są osklepki. Pręciki krótkie, nie wystają z rurki korony. Zalążnia górna, czterokomorowa, z pojedynczą, krótką szyjką słupka zakończoną kulistawym znamieniem.
OwoceRozłupnie rozpadające się na cztery rozłupki.

## Systematyka
Rodzaj należy do podplemienia Microulinae, plemienia Cynoglosseae w podrodzinie Cynoglossoideae w obrębie rodziny ogórecznikowatych Boraginaceae.
Wykaz gatunków
- Microula bhutanica (T. Yamaz.) H. Hara
- Microula blepharolepis (Maxim.) I.M. Johnst.
- Microula ciliaris (Bureau & Franch.) I.M. Johnst.
- Microula diffusa (Maxim.) I.M. Johnst.
- Microula efoveolata W.T. Wang
- Microula floribunda W.T. Wang
- Microula forrestii (Diels) I.M. Johnst.
- Microula hispidissima W.T. Wang
- Microula involucriformis W.T. Wang
- Microula jilongensis W.T. Wang
- Microula leiocarpa W.T. Wang
- Microula longipes W.T. Wang
- Microula longituba W.T. Wang
- Microula muliensis W.T. Wang
- Microula myosotidea (Franch.) I.M. Johnst.
- Microula oblongifolia Hand.-Mazz.
- Microula ovalifolia (Bureau & Franch.) I.M. Johnst.
- Microula polygonoides W.T. Wang
- Microula pseudotrichocarpa  W.T. Wang
- Microula pustulosa (C.B. Clarke) Duthie
- Microula rockii I.M. Johnst.
- Microula sikkimensis (C.B. Clarke) Hemsl.
- Microula spathulata W.T. Wang
- Microula stenophylla W.T. Wang
- Microula tangutica Maxim.
- Microula tibetica Benth.
- Microula trichocarpa (Maxim.) I.M. Johnst.
- Microula turbinata W.T. Wang
- Microula younghusbandii Duthie